# La Mia i el lleó blanc
La Mia i el lleó blanc (originalment en francès, Mia et le lion blanc) és una pel·lícula familiar de drama i aventura dirigida per Gilles de Maistre. La pel·lícula és protagonitzada per Daniah De Villiers, Mélanie Laurent i Langley Kirkwood. Va ser estrenada a França el 26 de desembre del 2018 i a Catalunya als cinemes i doblat al català el 12 d'abril del 2019.

## Argument
La Mia té 11 anys quan comença una relació extraordinària amb en Charlie, un cadell de lleó blanc nascut a la granja de lleons dels seus pares a Sud-àfrica. Durant tres anys, creixen junts i viuen una amistat incondicional. Quan ella compleix 14 anys i en Charlie es converteix en un bell lleó adult, la Mia descobreix que el volen vendre per a servir de trofeu per a caçadors. En saber que el seu amic està en perill, la Mia i el lleó emprenen un viatge a través de la sabana a la recerca d'una terra on en Charlie pugui viure en llibertat.

## Repartiment
- Daniah de Villiers com a Mia Owen
- Mélanie Laurent com a Alice Owen
- Langley Kirkwood com a John Owen
- Ryan Mac Lennan com a Mick Owen
- Lionel Newton com a Kevin
- Lillian Dube com a Jodie
- Brandon Auret com a Dirk

## Producció
La producció es va dur a terme al llarg de tres anys a Sud-àfrica perquè els actors poguessin conèixer-se i créixer amb els animals que apareixen en la pel·lícula. Les escenes entre De Villiers i el lleó de la pel·lícula són reals i no depenen de CGI.